# Devorn Jorsling
Devorn "Droggy" Jorsling est un footballeur international trinidadien né le 27 décembre 1983 à Morvant. Il joue au poste d'attaquant avec le Defence Force en première division trinidadienne dont il est le meilleur buteur de l'histoire.

## Carrière

### En club
Le 18 janvier 2011, Jorsling signe avec le Orlando City SC et rejoint les États-Unis et la USL Pro.
Il remporte le titre et inscrit le but décisif en finale lors de la séance des tirs au but.

## Palmarès
- Vainqueur de la USL Pro en 2011
- Vainqueur du CFU Club Championship en 2012